# Ottavio Bugatti
Ottavio Bugatti (2. říjen 1933 Lentate sul Seveso, Italské království – 5. červen 2017 San Pellegrino Terme, Itálie) byl italský fotbalový brankář.

## Kariéra
Fotbalovou kariéru začal v roce 1949 v Seregnu. Po sestupové sezoně 1950/51 ve druhé lize přestoupil v roce 1951 do prvoligového SPALu. Po dvou sezonách byl prodán do Neapole za 55 milionu lir. V Neapoli zůstal osm sezon. V roce 1956 byl vyhlášen nejlepším brankařem v lize. V roce 1961 přestoupil do Interu. Za klub odehrál čtyři velmi úspěšné sezony. Získal s ní dva tituly (1962/63, 1964/65), tak i v pohár PMEZ (1963/64, 1964/65) a jeden Interkontinentální pohár (1964). Za Nerazzurri odchytal jen 25 utkání.
Za reprezentaci debutoval 16. července 1952 na OH 1952 proti USA (8:0). Do posledního utkání dne 23. března 1958 proti Rakousku (2:3) odchytal sedm utkání.

## Statistika

### Klubová
| Sezóna           | Klub             | Liga             | Liga   | Liga       | Ligové poháry | Ligové poháry | Ligové poháry | Kontinentální poháry | Kontinentální poháry | Kontinentální poháry | Celkem | Celkem |
| Sezóna           | Klub             | Soutěž           | Zápasy | Obdr. Góly | Soutěž        | Zápasy        | Góly          | Soutěž               | Zápasy               | Góly                 | Zápasy | Góly   |
| ---------------- | ---------------- | ---------------- | ------ | ---------- | ------------- | ------------- | ------------- | -------------------- | -------------------- | -------------------- | ------ | ------ |
| 1950/51          | Seregno          | Serie B          | 36     | 58         | -             | 0             | 0             | -                    | 0                    | 0                    | 36     | 58     |
| 1951/52          | SPAL             | Serie A          | 38     | 50         | -             | 0             | 0             | -                    | 0                    | 0                    | 38     | 50     |
| 1952/53          | SPAL             | Serie A          | 34     | 37         | -             | 0             | 0             | -                    | 0                    | 0                    | 34     | 37     |
| Celkem za SPAL   | Celkem za SPAL   | Celkem za SPAL   | 72     | 87         | -             | 0             | 0             | -                    | 0                    | 0                    | 72     | 87     |
| 1953/54          | Neapol           | Serie A          | 34     | 38         | -             | 0             | 0             | -                    | 0                    | 0                    | 34     | 38     |
| 1954/55          | Neapol           | Serie A          | 34     | 40         | -             | 0             | 0             | -                    | 0                    | 0                    | 34     | 40     |
| 1955/56          | Neapol           | Serie A          | 26     | 36         | -             | 0             | 0             | -                    | 0                    | 0                    | 26     | 36     |
| 1956/57          | Neapol           | Serie A          | 32     | 37         | -             | 0             | 0             | -                    | 0                    | 0                    | 32     | 37     |
| 1957/58          | Neapol           | Serie A          | 31     | 44         | IP            | 0             | 0             | -                    | 0                    | 0                    | 31     | 44     |
| 1958/59          | Neapol           | Serie A          | 32     | 46         | IP            | 1             | 3             | -                    | 0                    | 0                    | 33     | 49     |
| 1959/60          | Neapol           | Serie A          | 33     | 43         | IP            | 3             | 1             | -                    | 0                    | 0                    | 36     | 44     |
| 1960/61          | Neapol           | Serie A          | 34     | 47         | IP            | 1             | 2             | -                    | 0                    | 0                    | 35     | 49     |
| Celkem za Neapol | Celkem za Neapol | Celkem za Neapol | 256    | 329        | -             | 5             | 6             | -                    | 0                    | 0                    | 261    | 335    |
| 1961/62          | Inter            | Serie A          | 5      | 3          | -             | 0             | 0             | PVP                  | 5                    | 7                    | 10     | 10     |
| 1962/63          | Inter            | Serie A          | 9      | 2          | -             | 0             | 0             | -                    | 0                    | 0                    | 9      | 2      |
| 1963/64          | Inter            | Serie A          | 4      | 0          | IP            | 1             | 4             | PMEZ                 | 0                    | 0                    | 5      | 4      |
| 1964/65          | Inter            | Serie A          | 6      | 7          | IP            | 0             | 0             | PMEZ+Int.P           | 0+0                  | 0+0                  | 6      | 7      |
| Celkem za Inter  | Celkem za Inter  | Celkem za Inter  | 24     | 12         | -             | 1             | 4             | -                    | 5                    | 7                    | 30     | 23     |
| Celkově          | Celkově          | Celkově          | 388    | 486        | -             | 6             | 10            | -                    | 5                    | 7                    | 399    | 503    |

### Reprezentační

#### Statistika na velkých turnajích
| Reprezentace | Rok     | Zápasy       | Zápasy | Zápasy   | Zápasy           | Zápasy           | Zápasy   |
| Reprezentace | Rok     | Fáze turnaje | Datum  | Soupeř   | Odehraných minut | Vstřelené branky | Výsledek |
| ------------ | ------- | ------------ | ------ | -------- | ---------------- | ---------------- | -------- |
| Itálie       | OH 1952 | Předkolo     | 16. 7. | USA      | 90               | 0                | 8:0      |
| Itálie       | OH 1952 | 1. kolo      | 21. 7. | Maďarsko | 90               | 0                | 0:3      |

## Úspěchy

### Klubové

#### Národní
- vítěz italské ligy (2x)

Inter: 1962/63, 1964/65

#### Kontinentální
- vítěz Pohár PMEZ (2x)

Inter: 1963/64, 1964/65
- vítěz interkontinentálního poháru (2x)

Inter: 1964, 1965

### Reprezentační
- 1× na OH (1952)
- 1× na MP (1955–1960)